# Baby Don't Cry
Singles de Namie Amuro
Can't Sleep, Can't Eat, I'm Sick / Ningyo
(2006) Funky Town
(2007)
Baby Don't Cry est le 30e single régulier de Namie Amuro sorti sur le label Avex Trax, ou le 32e sous son seul nom en comptant les deux sur Toshiba-EMI.
Il sort le 24 janvier 2007 au Japon, et atteint la 3e place du classement de l'Oricon. Il reste classé pendant 14 semaines, pour un total de 144 081 exemplaires vendus. C'est sa plus forte vente d'un single depuis Say the Word sorti en 2001.
Il sort aussi en version CD+DVD.
La chanson-titre sert de thème musical au drama Himitsu no Hanazono, et pour une campagne publicitaire pour la marque JoySound. Elle figurera sur l'album Play. La "face B" Nobody est une suite au titre White Light du précédent single White Light / Violet Sauce, et comporte quasiment la même mélodie.

## Liste des titres
| 1. | Baby Don't Cry          | 5:21 |
| 2. | Nobody                  | 4:46 |
| 3. | Baby Don't Cry (TV MIX) | 5:21 |
| 4. | Nobody (TV MIX)         | 4:46 |